# Blake Leeson
Blake Gregory Leeson (Mequon, 7 giugno 1995) è un pallavolista statunitense, centrale del Lüneburg.

## Carriera

### Club
La carriera di Blake Leeson inizia nei tornei scolastici del Wisconsin, giocando per la Homestead HS. Dopo il diploma entra a far parte della squadra universitaria della Ohio State, con cui partecipa alla NCAA Division I dal 2015 al 2019: dopo aver saltato la prima annata coi Buckeyes, si aggiudica due volte il titolo nazionale e riceve anche qualche riconoscimento individuale.
Inizia la carriera da professionista in patria, partecipando alla NVA 2019 con il Team LVC. Nella stagione 2019-20 viene ingaggiato in Finlandia dal Raision Loimu, con cui è di scena in Lentopallon Mestaruusliiga, mentre nella stagione seguente gioca nella Lega Nazionale A svizzera con il Losanna UC. Nel campionato 2021-22 difende i colori del Netzhoppers nella 1. Bundesliga tedesca, andando poi a giocare in Svezia nel campionato successivo, che lo vede di scena in Elitserien con il Södertelge; nell'annata 2023-24, invece, torna nella massima divisione tedesca, questa volta indossando la casacca del Lüneburg.

### Nazionale
Nel 2017 viene convocato alla XXIX Universiade, partecipando alla manifestazione anche nell'edizione seguente; si aggiudica in seguito la medaglia d'argento alla NORCECA Champions Cup 2019.

## Palmarès

### Club
- NCAA Division I: 2

2016, 2017

### Nazionale (competizioni minori)
- NORCECA Champions Cup 2019

### Premi individuali
- 2016 - NCAA Division I: State College National All-Tournament Team
- 2017 - NCAA Division I: Columbus National All-Tournament Team